# Асфальтові джунглі
«Асфальтові джунглі» (англ. The Asphalt Jungle) — американський фільм-нуар режисера Джона Г'юстона.

## Сюжет
Коли розумний злочинець Ервін «Док» Ріденшнайдер виходить з в'язниці, він шукає п'ятдесят тисяч доларів інвестицій від букмекера Коббі, щоб завербувати невелику бригаду фахівців для грабежу на мільйон доларів коштовностей з магазину ювелірних виробів. Док знайомиться з адвокатом Алонзо Еммеріхом, який пропонує фінансувати всю операцію і купити дорогоцінні камені відразу після злому. «Док» наймає команду з ведмежатника, водія та стрільця. Його план спрацьовує чудово, але невдачі й зрада переслідують після грабежу і бандити повинні втікати від поліції.

## У ролях
- Стерлінг Гейден — Дікс
- Луї Келхерн — Алонзо Еммеріх
- Сем Джаффе — «Док» Ріденшнайдер
- Лоуренс Марк — Коббі
- Джеймс Уітмор — Гас
- Мерилін Монро — Анджела Фінлі
- Баррі Келлі — полісмен Дітріх
- Джон Макінтайр — комісар поліції Харді